# Rinaldo a Alcina
Rinaldo a Alcina (v německém originále Rinaldo und Alcina) je komická opera nebo singspiel o třech dějstvích rakouské skladatelky Marie Theresie Paradisové z roku 1797. Libreto k ní napsal Ludwig von Baczko na námět epizody z eposu Zuřivý Roland Ludovica Ariosta. Premiéru měla 30. června 1797 v pražském Nosticově divadle.

## Historie
Rinaldo a Alcina je pátá a poslední opera Marie Theresie Paradisové (1759–1824). Tato vídeňská klavíristka a skladatelka, žačka mj. Leopolda Antonína Koželuha a Antonia Salieriho, ztratila v dětství zrak. Přesto však již roku 1775 debutovala u vídeňského dvora, kde její otec zastával významné postavení, jako klavíristka, zpěvačka i skladatelka. V letech 1783 až 1797 cestovala po Evropě, kde koncertovala a prováděla svá díla. Mezi nimi bylo pět oper, z nichž tři byly provedeny, avšak bez výrazného úspěchu. Dvakrát navštívila též Prahu a při druhé návštěvě zde byla v Nosticově divadle poprvé uvedena její poslední opera s názvem Rinaldo a Alcina. Libreto k ní napsal Ludwig von Baczko (1756–1813), sám slepý, byť oslepnuvší v pozdějším věku, a představený slepeckého ústavu v pruském Královci. O pražské uvedení opery se zasloužil vlivný skladatelčin příznivce, vydavatel Johann Ferdinand Schönfeld. Operu provedla společnost impresária Domenica Guardasoniho, která tehdy v Nosticově divadle působila a měla kvalitní soubor pro italskou operu i německý singspiel. Složení tohoto souboru je známo, ale informace o tom, kdo hrál v Rinaldovi a Alcině kterou roli, se nedochovala. Divadelní orchestr řídila sama Paradisová, podle tehdejší praxe od klavíru v orchestřišti. Skladatelka přijela do Prahy zřejmě začátkem června 1797 a v polovině července pokračovala pobytem v Karlových Varech, Teplicích a na Schönfeldově zámku Trnová.
Rinaldo a Alcina je formou singspiel, tj. hudebně-divadelní útvar s mluvenými dialogy, i když je autory nazýván jako opera. Libretista Ludwig von Baczko vzal základní námět z jedné z epizod eposu Zuřivý Roland, který poskytl látku nesčetným operním zpracováním (viz například opery Rinaldo a Alcina Georga Friedricha Händla). Přitom však libreto vykazuje řadu paralel s dobově oblíbenými „kouzelnými“ operami, jako jsou Kouzelná flétna Wolfganga Amadea Mozarta (1792) nebo Oberon, král elfů Pavla Vranického (1789). Například v porovnání s Kouzelnou flétnou jsou jasné paralely mezi postavami: Tamino – Rinaldo, Pamina – Bradamanta, Alcina – Královna noci, Sarastro – Astramond, Papageno – Scudero, Monostratos – Agakok. Stejně jako v Kouzelné flétně je komika vyhrazena vedlejším postavám (Scudero, Agakok), hlavní postavy jsou – přes označení „komická opera“ – traktovány vážně. Libreto Rinalda a Alciny však postrádá hlubší podtext, jaký je možné najít u Schikanedera. Libreto bylo tiskem vydáno již roku 1794 v Královci a znovu v Schönfeldově vydavatelství v Praze před uvedením; Paradisová ho zhudebnila zřejmě v letech 1795 až 1796.
Partitura Rinalda a Alciny – podobně jako všech ostatních oper Marie Theresie Paradisové, až na část opery Der Schulkandidat – se nedochovala a je považována za ztracenou. Podle československých badatelů mohl být notový materiál, společně s dalšími materiály z archivu Stavovského divadla, během druhé světové války odvezen do Mnichova, kde se však nenalézá.
Pražskou inscenaci lze považovat za neúspěch. Po premiéře následovala jediná repríza, a to 2. července 1797. Ohlasů v dobovém tisku je málo a operu nezmiňují ani Schönfeldovy Pražské poštovské noviny, ani Krameriovy císařsko-královské poštovní noviny. Část neúspěchu možná spočíval v jevištním zpracování: recenzent Journal des Luxus und der Moden, zdůrazňuje, že jde o operu dvou slepých autorů, komentuje: „Naneštěstí pro operu obecenstvo slepé nebylo.“ Možná týž recenzent napsal krátkou recenzi do Allgemeine europäische Journal: „Až na tu pozoruhodnost, že se básník i skladatelka – oba slepí – spojili, nechavše se při zpracování tohoto dramatického kusu vést pouze svými city, nevyznačuje se ani text rysy génia, ani kompozice hudební harmonií. Herci sice dělali, co mohli, ale obecenstvo nebylo slepé a nudilo se.“
Po neúspěchu pražské inscenace Rinalda a Alciny skladatelka na další kompozici z velké části rezignovala a věnovala se především koncertování a pedagogické práci. Žádná z jejích oper již po roce 1797 nikde hrána nebyla.
Rinaldo a Alcina byla první opera hraná v českých zemích, již složila žena, a rovněž první operou zkomponovanou ženou, která zde měla premiéru.

## Postavy
- Rinaldo, rytíř
- Bradamanta, jeho milenka
- Astramond, čaroděj a vychovatel Rinalda a Bradamanty
- Alcina, víla a panovnice Ostrova rozkoší
- Leggierella, Giocondina, Nitidetta, Biondinetta, Brunettina, Languenta, Malfatta, Alcininy nymfy
- Ariel, Astramondův génius
- Angekok, jeden z Alcininých démonů
- Scudero, Rinaldův zbrojnoš
- Sbor námořníků
- Sbor neviditelných géniů Astramondových
- Sbor neviditelných géniů Alcininých
- Několik znetvořených Alcininých služebníků[10]

## Děj opery

### 1. dějství
(1. obraz – Pobřeží mořské) Bouře zahání k pobřeží ostrova loď; námořníci se radují, že dosáhli bezpečně země (sbor námořníků Land! Land! Land!). Z korábu vystupují rytíř Rinaldo a jeho zbrojnoš Scudero. Scudero si oddechuje, protože se na lodi už obával jisté smrti (árie Es hat mich gerüttet). Rinaldo se rozhlíží a je okouzlen romantickou krajinou – ke štěstí mu chybí jen to, aby zde našel svou snoubenku Bradamantu (árie Um die blütenvollen Äste). Tu zazní hudba a zpěv tří neviditelných bytostí – géniů víly Alciny – které je vítají na blaženém ostrově a lákají je do vnitrozemí (kvintet Wilkommen, ihr wandernen Beide).
(2. obraz – Alcinina zahrada, pokud možno s palácem v pozadí) Alcininy nymfy tančí a vijí věnce. Rinaldo a Scudero přicházejí a rytíř se nymf ptá, kdo je vládcem tohoto ostrova. Ty mu odpovídají, že víla Alcina, která se ho rozhodla vzít pod svou ochranu (sbor Auf! beginnt Alcinas Fest a ansámbl Welche Tänze? Welche Chöre?).
Nato se objeví samotná Alcina a Rinaldo je jejím zjevem uchvácen; ihned ji prosí, aby ho nezavrhovala (recitativ a ariózo Göttin! so dieser Insel gebietet… Du, er aus jedem Blick). Alcina ho vítá. Na ostrov zpravidla smrtelníci nesmějí, ale pokud se to některému přece jen poštěstí, musí se podrobit zkoušce. Rinaldo je ihned ochoten se postavit tygrům, příšerám i obrům, ale Alcina má na mysli mnohem mírumilovnější činy (árie Rinalda Alles, alles will ich wagen a árie Alciny Wähn' nicht durch Kriegeswuth). Jeho zkouškou je Alcině plně důvěřovat a ani v nejmenším o ní nezapochybovat. Přitom bude jistě vystaven pokušením: druhé polovici ostrova totiž vládne jistý čaroděj, Alcinin sok, který se umí převtělit v osobu Rinaldovi nejdražší a zviklat ho. Rinaldo se dušuje, že Alcinu nezradí, a ta ho dává odvést do svého paláce (sbor nymf Glücklich, wer Alcinas Grenzen).
Scudero zůstává na místě. Zbylé nymfy na něj dorážejí, ale ten dříve, než jim může věnovat pozornost, vyžaduje posilnění alkoholem (árie Ach, bei meiner armen Seele!). Pak by se nejraději těšil se všemi šesti nymfami naráz, ale ty trvají na tom, že si z nich musí vybrat jen jednu. Scuderovi se však líbí všechny a nedokáže se rozhodnout (árie Du gefällst mir, holde Braune!). Víla Leggierella proto rozkazuje: zaváží Scuderovi oči a ten si mezi nimi poslepu vybere jednu, které vloží na hlavu věnec. Vyvolené však musí zůstat věrný pod dvojím trestem: odřeknutí se vína a ztrátě obou uší. Scudero se zdráhá, ale nakonec podmínky odpřisáhne (duet Ich schwöre!).
Pak nymfy zaváží Scuderovi oči a tančí kolem něj. Připlete se mezi ně ošklivá nymfa Malfatta a ta se vetře Scuderovi do náruče, Scudero ji políbí – ale když ji uvidí, zahání ji a utíká před nymfami, aby zachránil své uši (finále Wir klatschen und schweben in gaukelnden Tänzen).

### 2. dějství
(1. obraz – Pěkná venkovská krajina) Smutnou Bradamantu konejší géniové mága Astramonda, jejího pěstouna a Rinaldova vychovatele (sbor Sterblicher! der Vorsicht Wege), ale Bradamanta bez Rinalda, který ji opustil bez rozloučení, nenalézá nikde útěchy (árie Ach! die Freude meines Lebens).
Chlácholí ji i Astramond a současně kárá: musí přece očekávat, že rytíř bývá naléhavě odvolán za dobrodružstvím. Prozrazuje jí, kde Rinaldo dlí a že ho čeká zkouška, zda podlehne milostným nástrahám Alciny. Astramond má za to, že pokud Rinaldo neobstojí, není Bradamanty hoden – ale Bradamanta svého milého chce i tehdy, pokud by ve věrnosti zakolísal (duet Nur Gegenliebe will die Liebe!). Prosí však, aby se směla sama za Rinaldem vypravit a posílit jeho vůli. Astramond svoluje, že Bradamantu ve spánku přenese na Alcinin ostrov.
Poté Astramond povolává svého podřízeného ducha Ariela. Ten potvrzuje, že Rinaldo na svou milou zapomněl a má v mysli jen Alcinu. Astramond vysílá Ariela, aby Rinaldovi ve chvíli váhání našeptával Bradamantino jméno a tak pohnul jeho svědomím. Pokud Rinaldo přesto podlehne, dobře mu tak, ale pokud se vzchopí, nechť mu Ariel předá mágův čarovný prsten.
(2. obraz – Příjemná krajina na Alcinině ostrově) Bradamanta se probouzí na Alcinině ostrově a vydává se hledat Rinalda (recitativ a ariózo Wo bin ich? … Rinaldo! ach Geliebter!). Čtyři neviditelní duchové podřízení Alcině se ji od toho pokoušení zradit: jsou sami oběťmi Alciny, která je začarovala v přírodniny (kvintet duchů s Bradamantou O Bradamanta – o entziehe), ale Bradamanta se nedá odradit a pokračuje v pátrání po svém snoubenci.
(3. obraz – Alcinina zahrada) Angekok, nejšelmovitější z Alcininých démonů, vypráví nymfám, jak v podobě obra unesl před Rinaldovýma očima pastýřku a nalákal tak Rinalda, toužícího vykonat hrdinský čin a dívku zachránit, na loď, která ho přinesla sem (romance Zwei Schiffe legte ich am Strand).
Objeví se Alcina. Dozvěděla se o zjevení se Bradamanty na ostrově a o tom, že ji duchové nedokázali odradit. Proto se připravuje na její příchod a rozdává nymfám a Angekokovi písemné pokyny. Záhy nymfa Giocondina hlásí, že se Bradamanta blíží (árie Wenn den Mann von Turteltäubchen). Alcina je odhodlána si Rinalda ponechat a přesvědčit ho, že Bradamanta je převtělený nepřátelský kouzelník. Posílá služebníky pryč a přicházejícího Rinalda upozorňuje na nebezpečí, které jim hrozí, a dovolává se jeho rytířskosti tím, že se naoko vydává jako slabá žena do jeho ochrany a opět ho zapřísahá, aby nepodlehl ve zkoušce, neuvěřil lsti a nezradil svou přísahu k ní. Alcina a Rinaldo si horoucně vyznávají lásku (duet Gleich gestimmt sind unsre Seelen).
Vstoupí Bradamanta a je tím, co vidí, přirozeně zklamána, Přesto přesvědčuje Rinalda, aby s ní odešel. Rinaldo je jejím objevením překvapen a váhá, ale Alcina ho přesvědčuje, že se v Bradamantině podobě skrývá zlý kouzelník. Bradamantu obklopí ozbrojení Alcinini služebníci, oslovují ji jako svou velitelku a žádají, aby jim vydala povel k útoku. Bradamanta nechápe, ale Rinaldo v tom vidí důkaz pravdivosti Alcininých slov. S mečem se proti ozbrojencům vrhá, aby bránil Alcinu. Znechucená Bradamanta mu vyčítá nevěru a odchází – už Rinalda nikdy nechce vidět.
Nymfy, které Rinalda ponoukaly do boje, ho nyní prohlašují za vítěze nad zlými duchy (finále Rinaldo! dein Gegner – erblickt ihn hier s Bradamantinou árií Kannst du der Liebe Ruf verkennen a sborem O Sieger, empfange die Kröne).

### 3. dějství
(1. obraz – Alcinina zahrada) Rinaldo vzhlíží k Alcinině paláci a touží po jejím polibku (recitativ a árie O Alcina! –alle den Gefühlen … Ach die Lampe dorten in der Ferne). Ale Ariel mu našeptává Bradamantino jméno. Rinaldo je na vážkách: čemu dát přednost – lásce k Alcině nebo povinnosti k Bradamantě? Zvlášť když se v okně paláce objeví Alcina a zpívá svůdnou píseň (árie Theurer! denk wie dort im Silbersterne), je jeho rozhodování obtížné, ale nakonec dává na hlasy duchů a volání rytířské cti a povinnosti (recitativ a ariózo Aber ach! – wie soll sich alles enden? … Bleib Bradamante treu). Ariel ho za rozhodnutí chválí a předává mu Astramondův prsten. Sotva si jej Rinaldo navlékne, vidí místo krásné zahrady a paláce jen nehostinnou pustinu.
V tu chvíli ho vyhledá Scudero. I on by se chtěl odsud rychle dostat. Vypráví svému pánu, jak byl obelstěn nymfami a že jeho uši jsou pořád v nebezpečí (romance Höret was sich zugetragen). Rinaldo souhlasí, jen musí ještě nalézt svou odloženou rytířskou zbroj.
(2. obraz – Les) Zoufalá Bradamanta zatím bloudí lesem; veškerá čáka na štěstí je ztracena a ona si přeje smrt, jen když Rinaldo bude šťasten (recitativ a ariózo So bin ich dann zum Elend nur geboren? … Ich finde Trost im stillen Grabe). Objevuje se poustevník, utěšuje ji a radí jí, aby hledala klid ne v hrobě, ale v rozjímání jako on (árie Ruch macht uns nur zufrieden). Snaží se ji přimět, aby se uchýlila do kláštera a zaslíbila Bohu, ale Bradamanta váhá a zpěčuje se, až poustevníkovi dochází trpělivost (duet O welch' schrekliche Gedanken). Bradamanta ho varuje, že slib cudnosti možná poruší a že tím bude vinen on (árie  Sehnt mein Blick vom heil'gen Bilde), ale poustevník ji táhne do kláštera.
Zastoupí jim však cestu Astramond. Odhali v poustevníkovi démona Angekoka a zažene ho. Bradamantu potom ujistí, že jí Rinaldo zůstal věrný. Společně se vydávají mu pomoci proti Alcině (sbor duchů Armer, wenn dein Auge weint).
(3. obraz – Alcinina zahrada) Alcina se dozvěděla, že se Rinaldo chystá uprchnout, a zuří. Zastavuje Rinalda a Scudera a nejprve se rytíře snaží opět svést. Jenže Rinaldovi – pokud nosí Astramondův prsten – se Alcina jeví jako ošklivá, a proto ji zlostně odmítá (tercet Rinaldo! Wie? – verkennst du mich?). Rozzlobená Alcina mu hrozí pomstou, ale Rinaldo se jako správný rytíř neleká – na rozdíl od Scudera (árie Alciny Zittre vor Alcinas Rache! a tercet Gefahren scheut nicht der Ritter).
Alcina na Rinalda a Scudera svolává příšery. Scudero uteče (árie Ach, welche Gestalten!), Rinaldo se však brání mečem (duet Rinalda a Alciny Jetzt will ich deiner Quaalen lachen). Tu zahřmí a neviditelní Astramondovi géniové Alcině vyhrožují, zatímco samotný Astramond s Bradamantou sestupují na oblaku. Alcina a její příšery se rychle vytratí. Rinaldo se vítá s Astramondem, odprošuje svou snoubenku a všichni tři se těší ze šťastného konce (tercet se sborem Nun bin ich, Theurer, wieder dein!).